# Etiuda op. 10 nr 1 (Chopin)

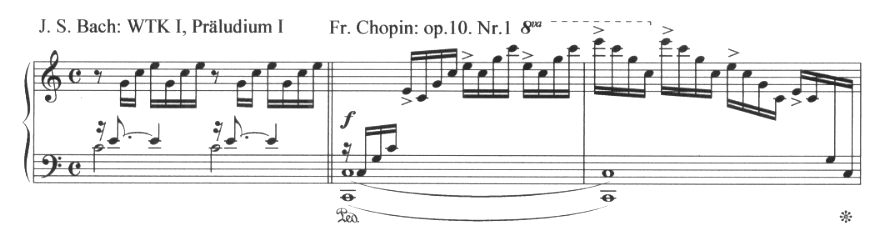
Porównanie pierwszego preludium z Das Wohltemperierte Klavier Bacha z etiudą C-dur Chopina

Etiuda C-dur op. 10 nr 1 Fryderyka Chopina – etiuda wirtuozowska na fortepian napisana w roku 1829 i wydana w 1833 we Francji, Niemczech i Anglii. Jej zasadniczym problemem technicznym są złożone pasaże. W przedmowie do wydania Schirmera z 1916 roku amerykański krytyk muzyczny James Huneker (1857–1921) przyrównał ich "hipnotyczny czar" do przerażających schodów na grafikach Giovanniego Battisty Piranesiego (Carceri d'invezione), stwierdzając również, że są one "ćwiczeniem także dla oka i ucha".

## Struktura
Struktura harmoniczna oraz ogólny zamysł zdaje się pokrewny z pierwszym preludium z Das Wohltemperierte Klavier Jana Sebastiana Bacha. 
Etiuda wykonywana jest w tempie Allegro, w metrum czteromiarowym – zgodnie z pierwszymi wydaniami we Francji, Anglii i Niemczech. Autograf wskazuje na metrum alla breve. Głównym problemem wykonawczym jest utrzymanie etiudy w zapisanym metronomicznym tempie (ćwierćnuta równa 176). Z uwagi na brak pauz, wyzwaniem dla pianisty jest wykonanie całego utworu nieprzerwanie, zachowując pełną precyzję.

## Opracowania
Leopold Godowski dokonał transkrypcji etiudy na lewą rękę solo, w tonacji Des-dur.